# Joseph Thomas Konnath
Joseph Thomas Konnath (* 13. Mai 1952 in Vadasserika, Indien) ist Bischof der Eparchie Battery.

## Leben
Joseph Thomas Konnath empfing am 22. Dezember 1978 das Sakrament der Priesterweihe.
Am 5. Januar 2005 ernannte ihn Papst Johannes Paul II. zum Titularbischof von Sicilibba und bestellte ihn zum Weihbischof in der Erzeparchie Trivandrum. Der syro-malankara katholische Großerzbischof von Trivandrum, Cyril Baselios Malancharuvil OIC, spendete ihm am 19. Februar desselben Jahres die Bischofsweihe; Mitkonsekratoren waren der Bischof der Eparchie Tiruvalla, Isaac Cleemis Thottunkal, und der Bischof der Eparchie Marthandom, Yoohanon Chrysostom Kalloor. Am 25. Januar 2010 ernannte ihn Papst Benedikt XVI. zum Bischof der Eparchie Battery. Die Amtseinführung erfolgte am 13. April desselben Jahres.